# Superbike-VM 2010
Superbike-VM 2010 kördes över 13 omgångar och 26 heat. Max Biaggi blev världsmästare för förare och Aprilia för tillverkare.

## Säsongen
2009 års mästare Ben Spies fick kontrakt med Tech 3 i MotoGP, med Supersportmästaren Cal Crutchlow, samt MotoGP-föraren James Toseland som hans ersättare. Noriyuki Haga och Michel Fabrizio stannade kvar i Ducatis fabriksstall, medan Leon Haslam och Sylvain Guintoli fortsatte i Alstare Suzuki. Honda gav inte Ryuichi Kiyonari nytt kontrakt, och behöll bara comebackande Max Neukirchner och Jonathan Rea. Max Biaggi fortsatte i Aprilia, och fick brittiske mästaren Leon Camier som stallkamrat. De två andra fabriksstallen BMW och Kawasaki genomgick också stora förändringar under vintern, med Davide Tardozzi som ny stallchef i BMW, efter stora framgångar i Ducati, medan Troy Corser och Rubén Xaus stannade kvar som förare. Kawasaki signerade Chris Vermeulen från Suzukis MotoGP-stall, samtidigt som man hämtade Tom Sykes från Yamaha. Det mest intressanta privatstallet Althea Ducati hade nyförvärvet Carlos Checa och Shane Byrne som sina förare.

### Delsegrare
| Datum        | Bana           | Vinnare         | Märke   | Vinnare       | Märke   |
| ------------ | -------------- | --------------- | ------- | ------------- | ------- |
| 28 februari  | Phillip Island | Leon Haslam     | Suzuki  | Carlos Checa  | Ducati  |
| 28 mars      | Algarve        | Max Biaggi      | Aprilia | Max Biaggi    | Aprilia |
| 11 april     | Valencia       | Leon Haslam     | Suzuki  | Noriyuki Haga | Ducati  |
| 25 april     | Assen          | Jonathan Rea    | Honda   | Jonathan Rea  | Honda   |
| 9 maj        | Monza          | Max Biaggi      | Aprilia | Max Biaggi    | Aprilia |
| 16 maj       | Kyalami        | Michel Fabrizio | Ducati  | Leon Haslam   | Suzuki  |
| 31 maj       | Miller         | Max Biaggi      | Aprilia | Max Biaggi    | Aprilia |
| 27 juni      | Misano         | Max Biaggi      | Aprilia | Max Biaggi    | Aprilia |
| 11 juli      | Brno           | Jonathan Rea    | Honda   | Max Biaggi    | Aprilia |
| 1 augusti    | Silverstone    | Cal Crutchlow   | Yamaha  | Cal Crutchlow | Yamaha  |
| 5 september  | Nürburgring    | Jonathan Rea    | Honda   | Noriyuki Haga | Ducati  |
| 26 september | Imola          | Carlos Checa    | Ducati  | Carlos Checa  | Ducati  |
| 3 oktober    | Magny-Cours    | Cal Crutchlow   | Yamaha  | Max Biaggi    | Aprilia |

### VM-tabell
Slutställning efter 26 heat.
| Plats | Förare           | Märke    | Poäng |
| ----- | ---------------- | -------- | ----- |
| 1     | Max Biaggi       | Aprilia  | 451   |
| 2     | Leon Haslam      | Suzuki   | 376   |
| 3     | Carlos Checa     | Ducati   | 298   |
| 4     | Jonathan Rea     | Honda    | 292   |
| 5     | Cal Crutchlow    | Yamaha   | 284   |
| 6     | Noriyuki Haga    | Ducati   | 258   |
| 7     | Sylvain Guintoli | Suzuki   | 197   |
| 8     | Michel Fabrizio  | Ducati   | 195   |
| 9     | James Toseland   | Yamaha   | 187   |
| 10    | Shane Byrne      | Ducati   | 169   |
| 11    | Troy Corser      | BMW      | 165   |
| 12    | Leon Camier      | Aprilia  | 164   |
| 13    | Jakub Smrz       | Aprilia  | 110   |
| 14    | Tom Sykes        | Kawasaki | 106   |
| 15    | Ruben Xaus       | BMW      | 96    |